# Anthophora crassipes
Anthophora crassipes ist eine Biene aus der Familie der Apidae. Die Weibchen können mit Anthophora quadrimaculata und Anthophora crinipes verwechselt werden.

## Merkmale
Die Bienen haben eine Körperlänge von 10 bis 12 Millimeter. Die Weibchen sind hauptsächlich gelbbraun behaart, ihr Nebengesicht und die Schläfen sind weißlich behaart, der Rücken des Thorax ist weißgrau mit vereinzelten schwarzen Haaren. Die Tergite haben auf der Scheibe Filzhaare, die mit vereinzelten, langen, schwarzen durchmischt sind. Die Tergite haben zudem schmale Binden am Hinterrand. Die Schienenbürste (Scopa) ist weiß. Das dritte Fühlerglied ist nahezu gleich lang, wie die darauf folgenden vier Glieder zusammen. Männchen haben eine gelbe Gesichtszeichnung. Sie sind hauptsächlich weißlich behaart, der Scheitel und das Mesonotum ist mit schwarzen Haaren durchmischt. Das zweite bis siebte Tergit ist kurz schwarz behaart, die ersten fünf Tergite haben zudem weiße Haarbinden am Hinterrand. Die Tarsen der mittleren Beine sind nicht merklich behaart. Das siebte Tergit trägt am Ende zwei Zähnchen. Die Schenkel (Femora) der Hinterbeine haben basal auf der Unterseite einen flachen Höcker und mittig einen spitzen Dorn. Die Schienen (Tibien) der Hinterbeine sind am vorderen Ende in eine kräftige Spitze ausgezogen. 

## Vorkommen und Lebensweise
Die Art ist in Südeuropa, vereinzelt auch in Mitteleuropa und dem Aostatal verbreitet. Sie fliegt von Ende Mai bis Mitte Oktober. Die Weibchen legen ihre Nester im Erdboden an. Pollen wird von verschiedenen Pflanzenfamilien gesammelt. Kuckucksbienen der Art sind unbekannt.

## Belege
Felix Amiet, M. Herrmann, A. Müller, R. Neumeyer: Fauna Helvetica 20: Apidae 5. Centre Suisse de Cartographie de la Faune, 2007, ISBN 978-2-88414-032-4.